# Gare de Duggingen
La gare de Duggingen (en allemand Bahnhof Duggingen) est une gare ferroviaire suisse, située sur le territoire de la commune de Duggingen, dans le canton de Bâle-Campagne.